# Ocoita
Ocoita is een geslacht van hooiwagens uit de familie Agoristenidae.
De wetenschappelijke naam Ocoita is voor het eerst geldig gepubliceerd door González-Sponga in 1987. 

## Soorten
Ocoita omvat de volgende 2 soorten:
- Ocoita mina
- Ocoita tapipensis (= Ocoita servae)